# Candy-O
Candy-O är det amerikanska new wave-bandet The Cars andra album. Det släpptes juni 1979 på skivbolaget Elektra Records. Med det här albumet fick gruppen sin första topp-20 hit med "Let's Go".

## Låtlista
Alla låtar är skrivna av Ric Ocasek.
Sida ett
1. "Let's Go" - 3:33
2. "Since I Held You" - 3:16
3. "It's All I Can Do" - 3:44
4. "Double Life" - 4:14
5. "Shoo Be Doo" - 1:36
6. "Candy-O" - 2:36

Sida två
1. "Night Spots" - 3:15
2. "You Can't Hold on Too Long" - 2:46
3. "Lust for Kicks" - 3:52
4. "Got a Lot on My Head" - 2:59
5. "Dangerous Type" - 4:28